# Леви Штраус
Леви Штраус, рођен је под именом Луб Штраус (Бутенхајм, 26. фебруар 1829 — Сан Франциско, 26. септембар 1902) је био немачки-јеврејин и имигрант у САД који је основао прву компанију мануфактуре плавих фармерки (енгл. blue jeans). Његова фирма, „Леви Штраус & Co.“ почела је са радом 1853. у Сан Франциску, у Калифорнији.

## Порекло
Леви Штраус је рођен у Бутенхајму, у региону Баварске, у Немачкој. Отац му је био Хирш Штраус, а мајка Ребека (Хас) Штраус. Када је имао 18 година, Штраус, његова мајка и две сестре отпловили су у САД, где су их чекала браћа Џонас и Луис, који су почели продају суве робе на велико у Њујорку и која се звала Џ. Штраус Браћа & Co. До 1850. године, Штраус је себе ословљавао са Леви.
Породица је одлучила да отвори на западној страни грану производње суве робе у Сан Франциску, где је била комерционално средиште Калифорнијске Златне Грознице. Леви је изабран као представник породице, и када је постао амерички грађанин у Јануару 1853. године, отишао је на Калифорнијски парни брод који је отпловио за Њујорк око 5. фебруара 1853. године. прешао је сужење и укрцао се на други парни брод за Сан Франциско, где је стигао марта, 1853. године.
Штраус је отворио компанију за суву робу и то на велико под називом Леви Штраус & Co. и увео финију суву робу- одећа, креветнине, чешљеви, ташне- од његове браће у Њујорку. Продао је робу малим продавницама и у Калифорнији и на западу. Око 1856. године његова сестра, Фани, њен муж Дејвид Штерн и њихово дете Џејкоб су се доселили из Њујорка у Сан Франциско да се придруже заједничком послу.
Касне 1870. Џајкоб Дејвис, кројач Неваде, почео је да прави мушке радне панталоне са металним дугмићима. Желео је да патентира свој производ, али му је био потребан пословни партнер, тако да се обратио Левиу Штраусу, од кога је купио тканину.
Дана 20. маја 1873. године, Штраус и Дејвис су примили Амерички Патент за коришћење бакарног дугмета зарад чврстине џепова за тексас радне панталоне. Леви Штраус & Co. су почели са мануфактуром познатих Левис фармерки, користећи материјал једне компаније из Манчестера, у Њу Хемпширу.
Био је председник Друштва за превенцију насиља над децом и давао је новчане донације разним установама које су се тиме бавиле. 1897. године озваничио је школарине за сиромашне студенте Универзитета у Калфорнији, Беркли.
Леви Штраус је умро 1902. године у својој 73. години. Никада се није женио, тако да је оставио компанију његовим неђацима, Џејкобу, Сигмунду, Луису и Абрахаму Штерну, синовима његове сестре Фани и њеног мужа Дејвида Штерна. Левијево наследство је процењено на око 6 милиона долара. Сахрањен је у Колма, Калифорнији.
Музеј Леви Штрауса се налази у Бутенхајму, у Немачкој, у кући где је Штраус рођен.